# 充血

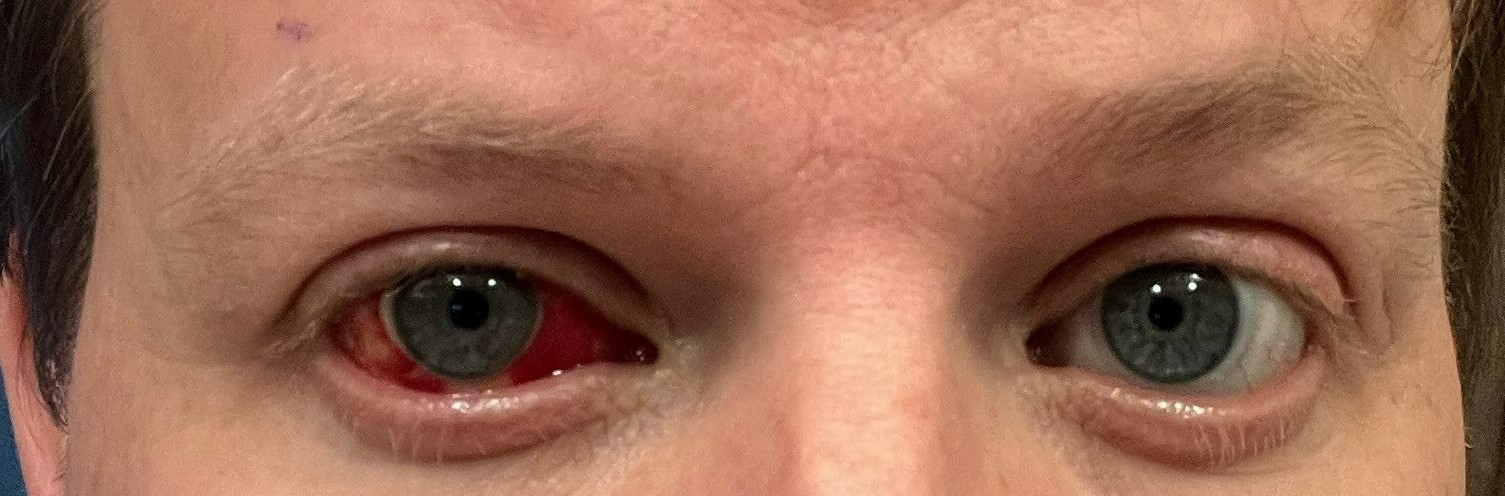
目の充血

充血（じゅうけつ、hyperemia）とは病気やケガ、手術など、その他様々な要因によって、毛細血管などの末梢の血管が拡張して、そこに動脈性の血液の流入が増加した状態を示す。広義には静脈性の血液が増加した状態を示す鬱血（うっけつ、congestion）も定義に含まれる。その多くが可逆性であり、原因がなくなれば消失する、また一般的に臓器障害は少ないが、頭痛、浮腫、出血を起こすことがある。

## 眼科分野
眼科分野においては、結膜が先に挙げた充血の機序にて赤くなることを示すが、単に赤いことを充血と表現する人もいる。しかし、結膜に出血が生じても赤くなるので、「結膜が赤いことが充血」という認識は間違っている。また充血した部分の温度は高い。